# Arraiz-Orquín
Arraiz-Orquín (en euskera Arraitz-Orkin) es un concejo de la Comunidad Foral de Navarra perteneciente al municipio de Ulzama (España) que incluye dos localidades Arraiz y Orquín. Está situado en la Merindad de Pamplona, en la Comarca de Ultzamaldea. Su población en 2014 fue de 199 habitantes (INE).

## Geografía física
El término concejil de Arraiz-Orquín, con una superficie de 9,32 km², se sitúa en al noreste de Ulzama, limita al norte con los comunales del valle, Mortua; al este con el municipio de Lanz; al sur con el municipio de Anue y, mediante una muga de 230 m, con el concejo de Urrizola-Galáin, de Ulzama; al oeste con Elso, Locen e Iráizoz.   
Cerca de la muga que lo separa de Lanz discurre el río Ulzama, afluente del Arga, que tras seguir una dirección norte-sur, a la altura de Arraiz, toma una dirección este-osta dejando a Arraiz al norte, y a Orquin al sur. Varios arroyos atraviesan el término, destacando entre ellos el Zaldagaizo con un curso norte-sur, paralelo al Ulzama hasta llegar a Arraiz, rodeando por el sur el núcleo urbano y dirigiéndose desde allí hacia el oeste desembocando en el Ulzama, en la muga con Locen.
Todo el término concejil queda incluido en el paisaje protegido de los Robledales de Ulzama y Basaburua, aunque solo una parte de él queda situado en el área sensible de la ZEC de ese mismo nombre (ES 2200043)
La mayor parte de Arraiz-Orquín esta cubierto por praderas y cultivos herbáceos de secano; mientras que al norte se inicia el roble pedunculado y el hayedo que se prolonga e intensifica por los comunales de Mortua; y al sur cerca de Urrizola-Galain y Elso, el haya (fagus sylvatica).
En dirección norte-sur, se sitúa la carretera NA-121-A que, en el norte del término concejil, entra en el túnel de Velate; poco antes de esta carretera se separa la NA-1210 que sigue el trazado que seguía la NA-121-A antes de la construcción del túnel de Velate. En el km. 25 de la NA-121-A parte hacia el oeste la carretera NA-4239 que pasa por Arraiz, Alcoz dirigiéndose poco después hacia el sur hasta alcanzar la NA-411, Ostiz-Urriza.

## Historia
Arraiz -con la grafía Arrayz- aparece ya documentado en el Libro de Rediezmos de 1268, y -con la misma grafía- en libro de fuegos de 1427 y 1428; sin embargo el lugar de Orquín, no aparece documentado hasta 1514, en el recuento de casas que se hizo ese año, y aparece ya unido a Arraiz, en el término Arraiz-Orquin.
En el libro de fuegos de 1427-1428 se documenta también una población en Berroeta, cuyos fuegos se contabilizan junto con los de Locen; un pleito de 1636 permite situar esta lugar cerca de Orquín, y presumiblemente ubicado en el término concejil de Arraiz-Orquín; según consta en el proceso, con licencia del abad de Arraiz-Orquín, se había vendido una campana grande que había en la ermita de San Esteban, en el término de Berroeta; lo vecinos de Orquín, se oponían a la venta pues, afirmaban, era ermita era la iglesia parroquial del pueblo.
Aunque era un lugar de realengo, que liquidaba sus pechas a la Corona juntamente con todo el valle de Ulzama, en 1280 se le imputaban por separado 44 sueldos, por "cuytre" (arado) y "reilla" (reja). En 1210 los Hospitalarios de San Juan de Jerusalén habían recibido en el término la donación de tres collazos. En 1435 Arráiz estaba despoblado, y sus términos se arrendaron por diez años a Larráinzar, Lizaso y Redín.

## Economía y sociedad
Tradicionalmente Arraiz ha sido un pueblo dedicado a la ganadería, principalmente explotación ganadera de vacas de leche, y es por ello por lo que existen grandes casonas de tres plantas, las cuales se utilizaban como sigue; la planta baja era utilizada como cuadra o establo para el ganado, la primera planta como vivienda, y la segunda planta o sabaiado como almacén de comida para el ganado.
Actualmente, esas grandes casonas se han ido fragmentando en diferentes viviendas, principalmente a nivel familiar. La actividad ganadera hoy en día ha perdido gran parte de su peso específico, cifrándose actualmente en torno al 20% la población que se dedica de manera principal a este sector.
El resto de la población se dedica al sector industrial y servicios, tanto en Pamplona y comarca, como en el cercano polígono industrial Elordi (Ayuntamiento de Ultzama), sito a 1 km de Arraiz.

## Demografía
| Edad (años) | Total | Varones | mujeres |
| menos de 7  | 44    | 20      | 24      |
| 7 a 16      | 32    | 16      | 16      |
| 16 a 25     | 32    | 18      | 14      |
| 25 a 40     | 81    | 41      | 40      |
| 40 a 50     | 29    | 14      | 15      |
| más de 50   | 40    | 20      | 20      |
| Total       | 258   | 129     | 129     |

En 1768, bajo la dirección del Conde de Aranda, se llevó a cabo el primer censo general de todo el Reino, considerado el primer censo moderno realizado en Europa;; en él se contabilizaron en Arraiz-Orquín 97 habitantes. En 1787 el Conde de Floridablanca dirigió un nuevo censo, en el que la recogida de datos fue especialmente sistemática y completa: en la tabla que se incluye al margen se recogen los datos de Arraiz-Orquín; la población de Arraiz-Orquín en 1787 era de 129 y la de conjunto del valle, 1835; por tanto la población de Auza suponía el 7,03% de la de todo el valle.
Una población que, como puede verse en la tabla que sigue, ha aumentado considerablemente en la actualidad:
| Entidades de población                    | 2000   | 2002   | 2004   | 2006   | 2008   | 2010   | 2012   | 2014   | 2016   | 2018   |
| Arraiz-Orquin                             | 172    | 178    | 180    | 188    | 199    | 199    | 215    | 199    | 200    | 207    |
| ULZAMA                                    | 1606   | 1606   | 1608   | 1656   | 1651   | 1694   | 1698   | 1668   | 1667   | 1655   |
| % población Arraiz-Orquin respecto ULZAMA | 10,66% | 11,08% | 11,19% | 11,58% | 12,05% | 11,75% | 12,66% | 11,93% | 12,00% | 12,51% |

## Núcleos urbanos
El concejo cuenta con los dos núcleos urbanos correspondientes a los lugares tradicionales de Arraiz y de Orquín, más un tercero, Ventas de Arraiz, formado a lo largo del siglo XX alrededor de la venta que, al menos desde el siglo XIX, existía en la carretera que une Pamplona con el Bazztán y las villas del Bidasoa.
El núcleo de Arraiz se sitúa sobre un pequeño cerro, rodeado por el este y el sur por la regata Zaldizango. La reducida trama urbana se organiza alrededor de un espacio atravesado por el camino -actual carretera NA-4239- que une Alcoz, al oeste, con las Ventas de Arraiz, al este.  Este espacio se organiza en dos planos prácticamente horizontales, el inferior al este del camino dispone en el muro de contención que lo separa del otro plano una fuente; el plano situado a más altura queda limitado al sureste por el camino que queda integrado en el espacio. La mayor parte de las casas que rodean este espacio, tienen cubiertas a dos aguas, y sitúan el hastial -donde se encuentra el acceso principal a la casa- en el perímetro del espacio urbano. Algo al norte de este espacio se sitúa la parroquia de la Asunció, y formando ángulo con la nave de la iglesia la casa curial, de modo que esta casa y la iglesia dejan delante un espacio amplio que se prolonga hacia el sur, dejando en su extremo el frontón.
Orquín, situado al sur y a unos 500 m, una vez pasado el río Ulzama. El caserío actual permite suponer que nunca paso de constituir un barrio de Arraiz, actualmente con cinco o seis caseríos en un cruce de tres caminos, con una fuente abrevadero en un lugar central. Se trata de casas de buen tamaño, de dos plantas más sobrado con cubierta a dos aguas, con el hastial en la fachada principal. Es frecuente que cada una de estas casas se acompañen de edificios más pequeños, como almacén su mayor parte apoyada por unos edificios auxiliares más pequeños. Abundan las cubiertas a dos aguas, con el hastial en la fachada principal, y balcones sacaderos en el sobrado.

## Patrimonio cultural
En el término concejil de Arraiz-Orquin se encuentran la Cueva de Abauntz y la Cueva de San Gregorio situadas, a uno y otro lado del arroyo Zaldazain, a unos 1000 m al norte de Arraiz. Ambas cuevas son de origen prehistórico, las excavaciones realizadas en la cueva de Abauntz, los restos humanos y arqueológicos que se han encontrado datan la cueva en la edad de bronce
La iglesia de la Asunción en Arraitz construida en el siglo XVI, y remozada en 1908, es de planta de cruz latina, con una única nave de tres tramos, más un trampsesto y una cabecera recta con poco fondo. El acceso al templo se produce por el lado sur de la nave, con un pórtico de pilares cuadrados; en ese mismo lateral se adosa la torre. La nave se cubre con bóvedas estrelladas de estilo gótico, con arcos fajones de medio punto; el crucero recibe una nóveda de tereceletes, y los brazos con bóvedas de cañón apuntado.
En el caserío destacan la casa cural, junto a la parroquia, la casas de Sunbilena, Martisena, Baltegia, Xabateta, Martirena, en Arraiz; y Zabaltenea y MIguelena en Orquín; todas ellas con cubierta a dos aguas y hastial en la fachada principal, donde en el sobrado se dispone un gran balcón secadero que abarca toda la fachada. Las fachadas de Xabatena y Konderena se sitúan sendos escudos heráldicos, de estilo recocó datados en la segunda mitad del siglo XVIII.

## Galería de imágenes

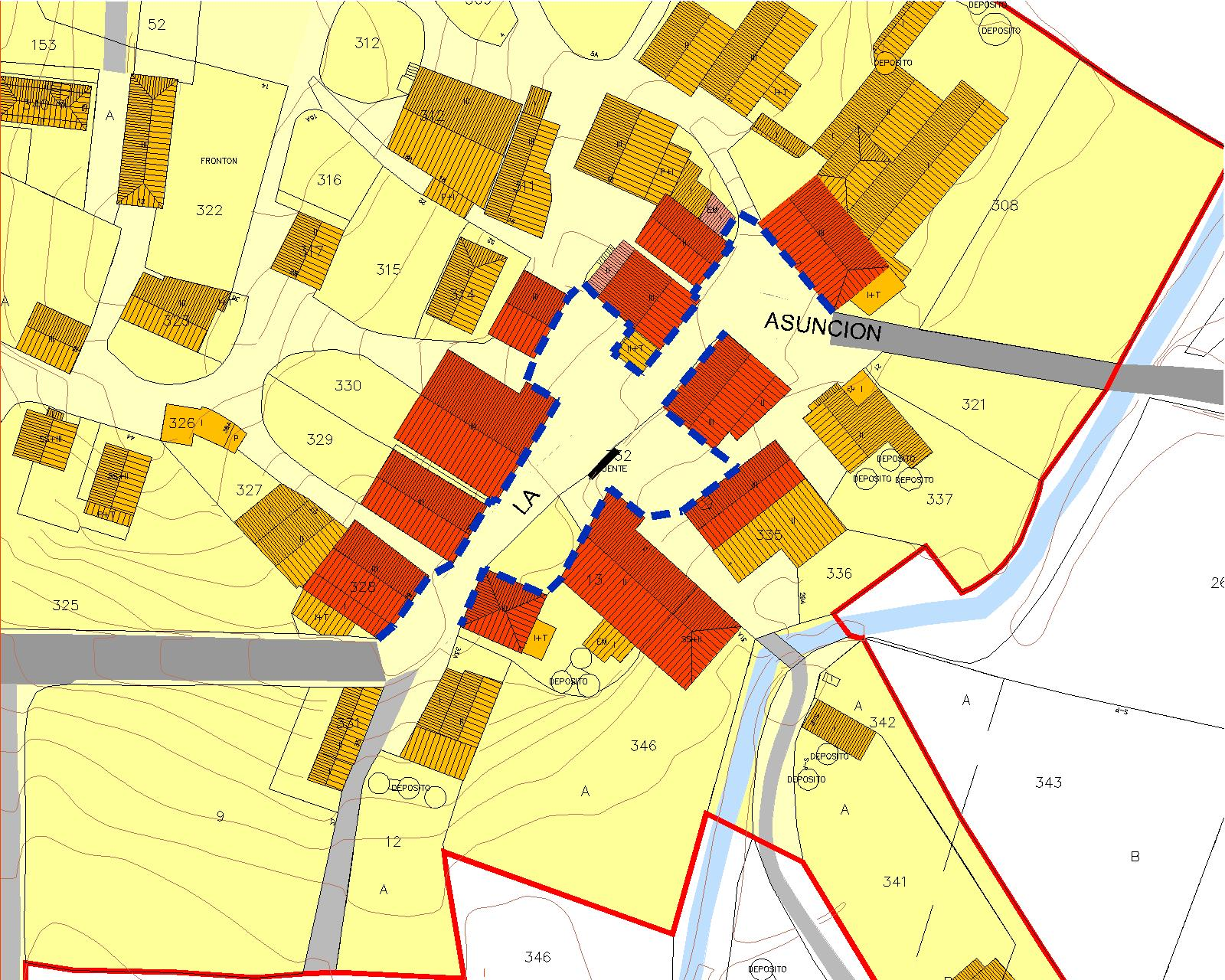
espacio urbano sobre el camino que une Alkotz con Bentas
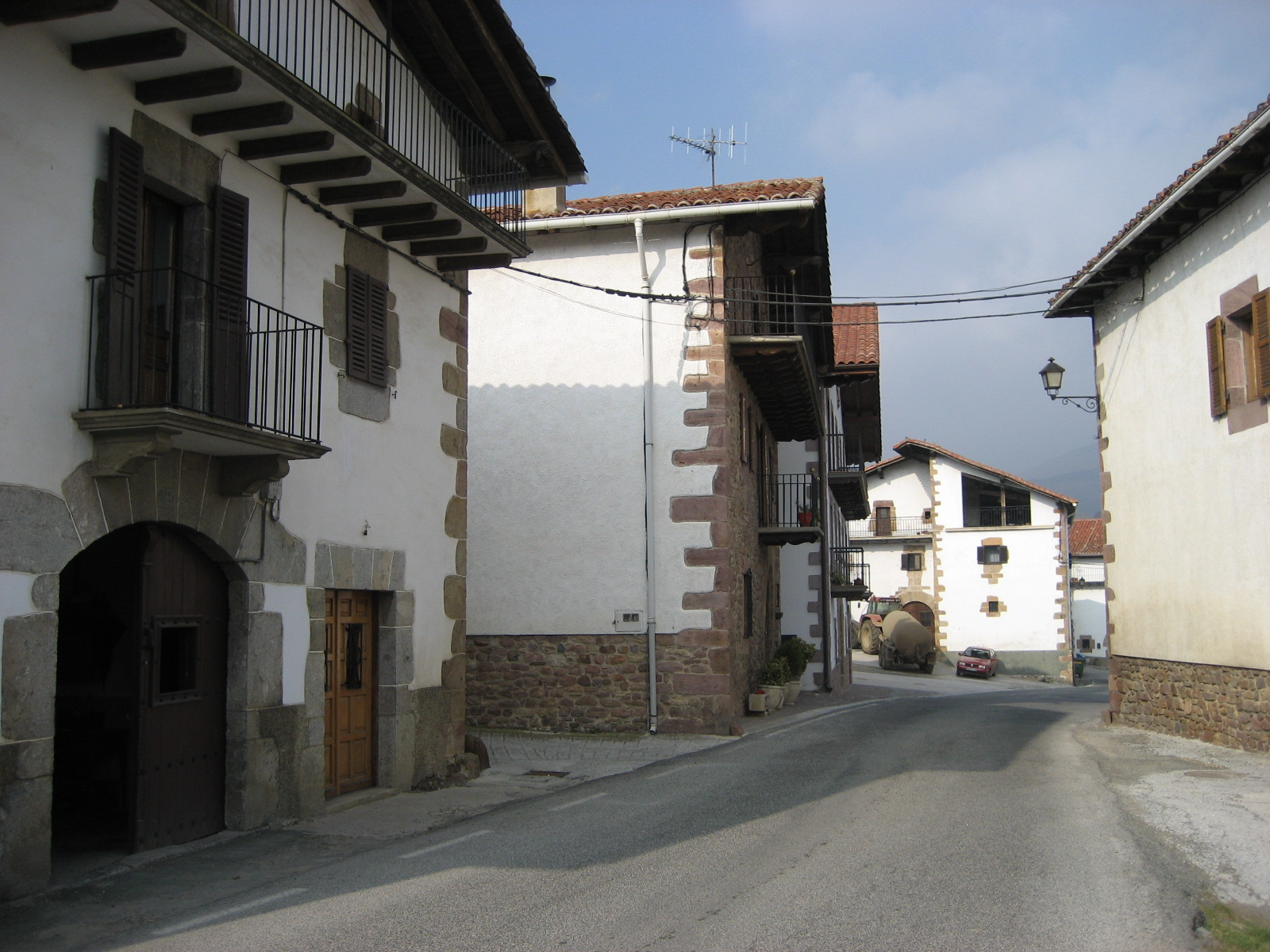
espacio urbano sobre el camino que une Alkotz con Bentas; entrada desde el oeste
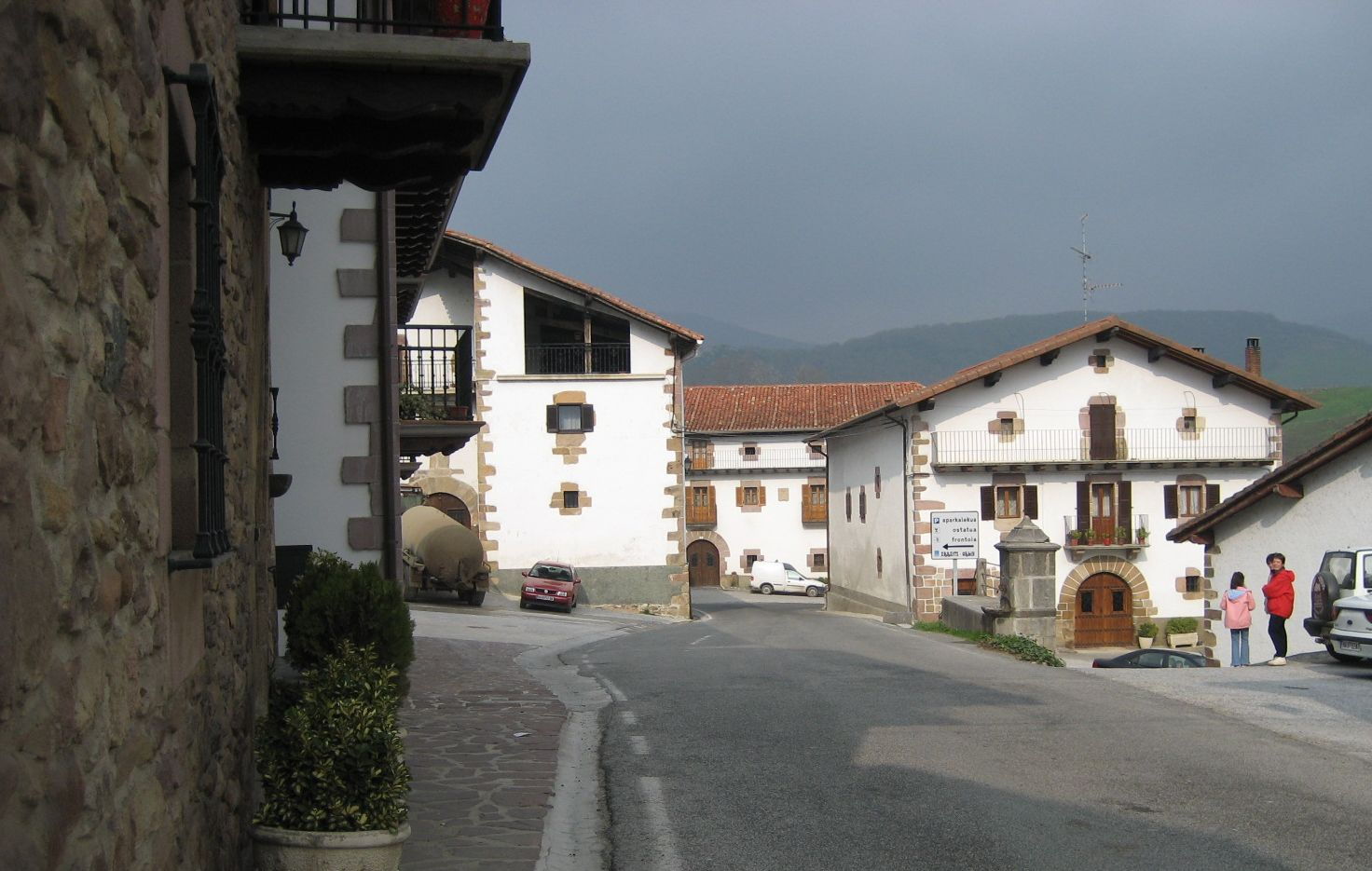
vista el centro del espacio urbano
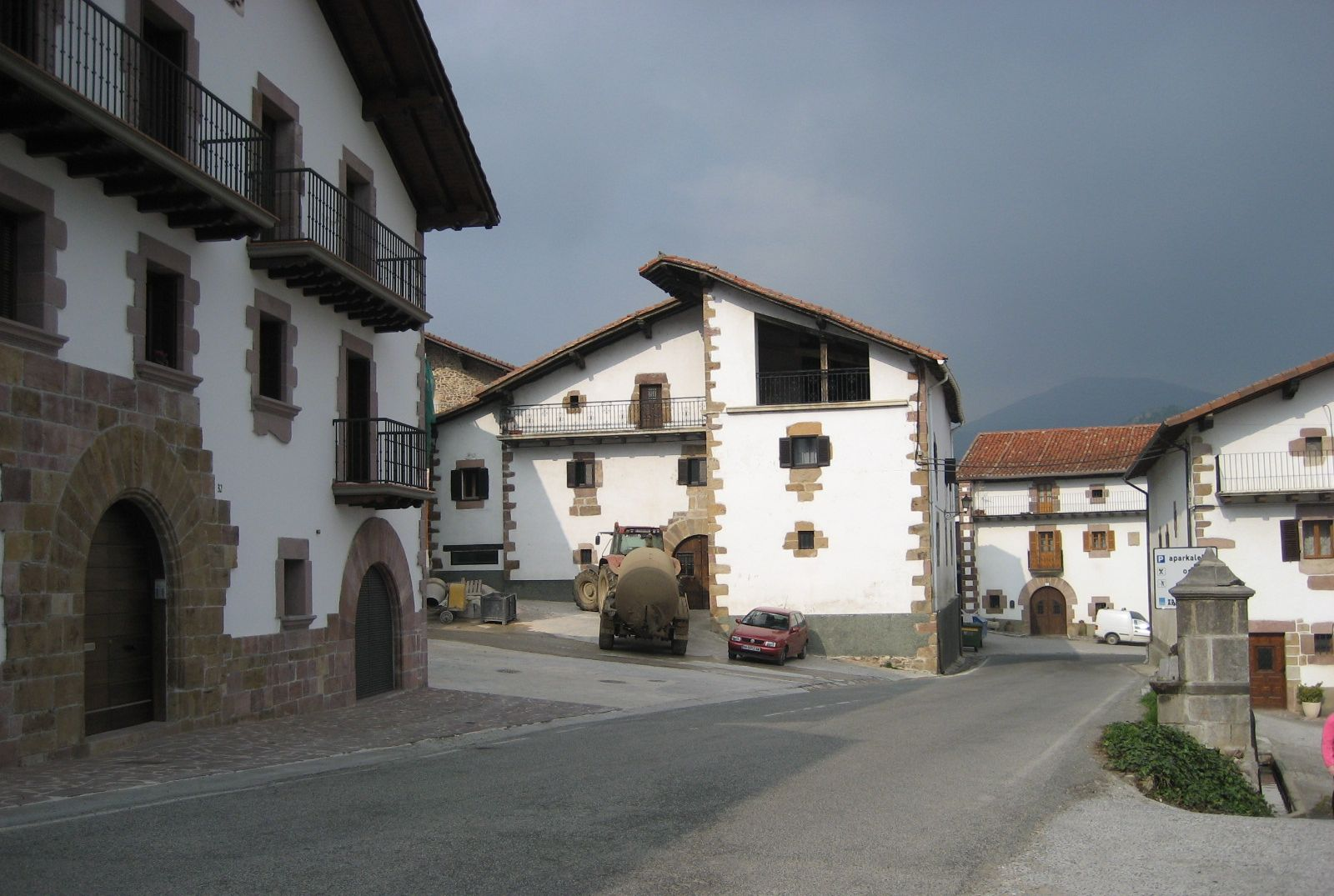
salida del espacio urbano hacia el este